# Tom Ridge
Thomas Joseph (Tom) Ridge (Munhall (Pennsylvania), 26 augustus 1946) is een Amerikaans politicus van de Republikeinse Partij.
Hij was lid van het Huis van Afgevaardigden, gouverneur van Pennsylvania en minister van Binnenlandse Veiligheid.

## Levensloop
Ridge studeerde aan de Harvard-universiteit. Daar rondde hij in 1967 zijn studie af. Hij vervolgde zijn opleiding aan de Pennsylvania State University waar hij rechten ging studeren. Na een jaar werd hij opgeroepen voor dienst. Hij vocht mee in de Vietnamoorlog en bracht het tot de rang van sergeant. In 1970 keerde hij terug naar zijn studie die hij in 1972 afrondde. Daarna begon hij een eigen advocatenpraktijk.
In 1980 werd Ridge assistent van de Openbaar aanklager van het Erie County in Pennsylvania. In 1982 stelde hij zich verkiesbaar voor het Huis van Afgevaardigden en werd met succes gekozen. Daarna werd Ridge nog zes maal met succes herkozen. Hij was de eerste Vietnamveteraan die in het Huis van Afgevaardigden werd gekozen.
Ondanks zijn bepertke bekendheid stelde Ridge zich in 1994 verkiesbaar voor het gouverneurschap van Pennsylvania, maar slaagde er wel in de verkiezingen te winnen. Dat kwam onder andere door zijn pro choice-standpunt waarmee hij ook gematigde kiezers voor zich wist te winnen. Op het gebied van strafrecht was Ridge vooral voor repressie. Hij was een voorstander van het systeem waar mensen bij drie ernstige wetsovertredingen een levenslange straf krijgen ("three strikes, your out") en een snellere voltrekking van de doodstraf van veroordeelden. Zelf stemde hij in met 224 terdoodveroordelingen, maar daar werden er uiteindelijk maar drie van uitgevoerd, omdat het alleen kan als de veroordeelde ermee instemt.
Onder leiding van Ridge groeide het staatsbudget elk jaar met twee tot drie procent. Hij voerde wetgeving door die leidde tot belastingverlagingen ter waarde van 2 miljard dollar. Ook stelde hij het Rainy Day Fund in. Daarin zit meer dan 1 miljard dollar en is benoeld om te gebruiken in een economisch mindere periode.
Ridge was nauw bevriend met George W. Bush. Deze stelde zich in 2000 verkiesbaar voor het presidentschap. Ridge stond op de shortlist als mogelijke kandidaat voor het vicepresidentschap. Bush koos echter uiteindelijk voor Dick Cheney. Later nadat Bush tot nieuwe president was verkozen werd de naam van Ridge ook genoemd als een mogelijkheid voor de post van minister van Defensie, maar daarvoor werd uiteindelijk Donald Rumsfeld gevraagd.
Na de aanslagen van 11 september 2001 stelde president Bush het Bureau van Binnenlandse Veiligheid in en hij vroeg Ridge om dit te leiden. Deze stemde daarmee in en trad op 5 oktober 2001 terug als gouverneur van Pennsylvania. Onder het nieuwe Bureau vielen 22 federale instellingen en 180.000 werknemers. Voorheen waren de verschillende diensten die zich bezighielden met terrorisme versnipperd. Het ging om de grootste hervorming van de federale overheid sinds 1947. Ridge was eerst adviseur op het gebied van binnenlandse veiligheid. Nadat het ministerie daadwerkelijk bestond werd Ridge aangesteld als minister van Binnenlandse Veiligheid.
Ridge maakte op 30 november 2004 zijn aftreden bekend, omdat hij naar 22 jaren van publieke dienst meer tijd met zijn familie wilde doorbrengen. In zijn biografie The Test of Our Times schreef hij achteraf dat de belangrijkste voor zijn opstappen was omdat de regering van Bush, met name John Ashcroft, erop aandrong dat het terrorisme-alarm zou worden verhoogd, een paar dagen voor de presidentsverkiezingen in 2004. Door de toenemende dreiging zouden veel kiezers herinnerd worden aan de pogingen van president Bush om het terrorisme te bestrijden en eerder voor hem stemmen.
Na zijn aftreden begon Ridge met zijn eigen adviesbureau in Washington D.C. genaamd Ridge Global. In opdracht van de overheid deed hij in april 2007 onderzoek naar de schietpartij op Virginia Tech. Ook nam hij zitting in besturen van verschillende bedrijven.
- Gemeinsame Normdatei: 1176204831
- International Standard Name Identifier: 0000 0000 3078 5663
- Library of Congress Control Number: n87891852
- Nationale Bibliotheek van Israël: 987007272714205171
- SNAC: w6cz5vws
- Système universitaire de documentation: 232905339
- Biographical Directory of the United States Congress: R000243
- Virtual International Authority File: 28601147
- WorldCat: E39PBJpjg8VVghPttrP7m8pQMP